# Кунґ Ф'юрі
«Кунґ Ф'юрі» (англ. Kung Fury) — короткометражний комедійний бойовик, знятий шведським режисером Девідом Сандбергом, який також написав сценарій до фільму і зіграв у ньому головну роль. Фільм знятий під враженням від популярних в 1980-і бойовиків про поліціянтів і бойові мистецтва, пародіює їхні штампи і є при цьому свого роду даниною поваги їм.
Грошові кошти на створення фільму були зібрані за допомогою спільнокоштового сервісу Kickstarter. При декларованій меті творця фільму у 200 000 $ проєкт зібрав 630 019 $. Остаточна мета в 1 млн $, необхідна для створення повнометражного фільму так і не була досягнута.

## Сюжет
В Маямі 1985 року бандити і хулігани зухвало займаються злочинністю, проте з ними бореться поліцейський Кунг Ф'юрі та його напарник Дракон. При переслідуванні Червоного ніндзя Дракон гине, а в сповненого люті Кунг Ф'юрі влучає блискавка. Той бачить видіння, де Ф'юрі кусає кобра, давши силу «обраного» опанувати новим видом кунгфу. З цією силою Кунг Ф'юрі долає Червоного нінзя, але скоро на вулицях з'являється агресивний робот, досі замаскований під ігровий автомат. Ф'юрі зупиняє його, але шеф поліції вкрай незадоволений тим, що дії його підлеглого спричинили великі руйнування. Він назначає Ф'юрі напарника Трицеракопа — поліцейського-динозавра. Проте Ф'юрі відмовляється мати напарника, воліючи звільнитися, ніж втратити ще одного.
В цей час узбережжям Маямі ходить Адольф Гітлер, який телефонує у відділок та розстрілює поліцію через телефон. Кунг Ф'юрі припиняє стрілянину, знищивши трубку у відділку, а хакер Хакермен відслідковує хто стріляв — майстер кунгфу Адольф Гітлер, також відомий як Кунг Фюрер, що зник в 1940-і. Кунг Ф'юрі пригадує легенду про Гітлера, в якій говорилося, що вбивши «обраного» той отримає його силу, і припускає, що Гітлер якимось чином перенісся в часі. Хакермен відправляє Кунг Ф'юрі за допомогою своєї техніки в минуле аби вбити Кунг Фюрера. Однак стається збій і той опиняється в доісторичні часи, де живуть динозаври та вікінги. Жінки-воїни Барбаріанна і Катана, вислухавши розповідь Ф'юрі, прикликають на допомогу бога Тора, який переносить Ф'юрі у часи правління Кунг Фюрера Німеччиною.
Кунг Ф'юрі пробирається до Гітлера, дорогою знищуючи багатьох нацистів, врешті дістається до місця, де Кунг Фюрер виступає перед своєю армією, але Гітлер розстріляє його з кулемета. Крізь час на допомогу прибувають Тор, Хакермен, Трицеракоп і вікінги верхи на тиранозаврі. Ф'юрі бачить видіння (виконане в стилі мультфільмів 1980-х), де кобра повертає його до життя. Герої об'єднують сили проти нацистів, а Тор підкінець розчавлює Гітлера, якого в останню мить закриває нацистський орел-робот, своїм молотом.
Ф'юрі повертається у 1985-й рік на початок фільму, де знову бореться з роботом та помічає на ньому нацистську свастику, а в самому роботі впізнає розробку Кунг Фюрера. В цей час Адольф Гітлер переноситься в цю ж епоху з моменту, коли його вдарив Тор. Орел-робот підіймає його в повітря і Кунг Фюрер летить над містом, регочучи.

## У ролях
| Актор               | Роль                                 |
| ------------------- | ------------------------------------ |
| Давид Сандберг      | Кунґ Ф'юрі                           |
| Йорма Такконе       | Адольф Гітлер / Кунґ Фюрер           |
| Стівен Чу           | Дракон, напарник Кунґ Ф'юрі          |
| Леопольд Нільссон   | Хакермен                             |
| Андреас Калінґ      | Тор (озвучив Пер-Генрік Арвідус)     |
| Ерік Гьорнквіст     | Трицеракоп (озвучив Френк Сандерсон) |
| Пер-Генрік Арвідіус | Шеф поліції                          |
| Елен Янґ            | Барбаріанна                          |
| Гелен Альссон       | Катана (озвучила Ясміна Сухонен)     |
| Еос Карлссон        | Червоний ніндзя                      |
| Магнус Бетнер       | Полковник                            |
| Бйорн Ґустафссон    | Рядовий                              |
| Девід Гассельгофф   | Комп'ютер Hoff 9000 (голос)          |
| Френк Сандерсон     | Кобра                                |

## Збір коштів
Давид Сандберг — шведський режисер, який раніше займався створенням музичних кліпів та телевізійної реклами. У 2012 році він залишив комерційну діяльність і сконцентрував свої зусилля на створенні комедійного бойовика про 80-і роки, натхненний культовими фільмами тих років. Спочатку він витратив 5 000 $ для створення першого трейлера свого фільму, щоб привернути увагу до своєї ініціативи.
Після цього, у грудні 2013 Сандберг запустив кампанію зі збору коштів на Kickstarter, очікуючи зібрати 200 тисяч $ необхідних йому для створення 30-хвилинного фільму. Пізніше була поставлена друга мета в розмірі 1 мільйона доларів, які автор планував використовувати, щоб перетворити короткометражку в повнометражний фільм. Друга мета досягнута не була, проєкт зібрав 630 019 доларів внесків від 17 713 осіб.

## Зйомка
Зважаючи на вкрай обмежений бюджет Сандберг зняв більшу частину сцен фільму в Умео, Швеція, використавши цифрові ефекти для реплікації вулиць Маямі. Оскільки він мав тільки один комплект поліцейської форми в процесі створення трейлера, то сцени за участю поліції він знімав окремо, пізніше поєднавши їх в одну. Одна тільки сцена, де Ф'юрі розправляється з десятками нацистських солдатів вимагала композитингу сцени з рухами Сандберга разом з шістдесятьма сценами рухів людей, які нападали на нього. У липні 2014 Сандберг оголосив що він і команда починають нові зйомки, за участю 30 інвесторів з Kickstarter, яким обіцяли участь у фільмі як статистам. Зйомки проходили в Стокгольмі, в результаті було відзнято кілька нових сцен і трюків.
Для відповідності атмосфері фільмів 80-х творці фільму пом'якшили чіткість плівки і додали ефект зносу, щоб створити ілюзію того, що фільм демонструється на старому відеоплеєрі, який програє зношену VHS-касету.

## Саундтрек
Музику до фільму написали шведські synthwave — музиканти Mitch Murder і Lost Years. Крім того, частина композицій була написана Patrik Öberg, Christoffer Ling, Highway Superstar, і Betamaxx. Офіційний саундтрек вийшов на платівці 8 липня 2015.
До пісні «True Survivor» Девіда Хассельхоффа, яка звучить під час фінальних титрів і стала однією з візитних карток фільму, був знятий відеокліп, що має ряд змінених кадрів з фільму за участю самого Девіда Хассельхоффа. Відео на пісню, викладене на YouTube, на 30 травня 2015 зібрало більше 11 мільйонів переглядів
| #   | Назва               | Автор                          | Виконавець        | Тривалість |
| --- | ------------------- | ------------------------------ | ----------------- | ---------- |
| 1.  | «Kung Fury»         | Mitch Murder                   | Mitch Murder      |            |
| 2.  | «True Survivor»     | Jörgen Elofsson & Mitch Murder | David Hasselhoff  |            |
| 3.  | «West Side Lane»    | Lost Years                     | Lost Years        |            |
| 4.  | «Redlining 6th»     | Betamaxx                       | Betamaxx          |            |
| 5.  | «Face Puncher»      | Mitch Murder                   | Mitch Murder      |            |
| 6.  | «The Final Stretch» | Mitch Murder                   | Mitch Murder      |            |
| 7.  | «Careful Shouting»  | Highway Superstar              | Highway Superstar |            |
| 8.  | «Enter the Fury»    | Mitch Murder                   | Mitch Murder      |            |
| 9.  | «Power Move»        | Mitch Murder                   | Mitch Murder      |            |
| 10. | «Phoenix Rising»    | Lost Years                     | Lost Years        |            |
| 11. | «From the Future»   | Mitch Murder                   | Mitch Murder      |            |
| 12. | «Barbarianna»       | Christoffer Ling               | Christoffer Ling  |            |
| 13. | «Nuclear»           | Lost Years                     | Lost Years        |            |

## Реліз
Фільм був представлений 22 травня 2015 на Каннському кінофестивалі. Потім, 28 травня був викладений в Steam і на YouTube, де він за 3 дні зібрав 8 млн переглядів. Також він демонструвався на шведському телеканалі SVT2 і на El Rey Network.

## Анахронізми та посилання
- Мова програмування, якою Хакермен «хачить час» (показується глядачу на моніторі) — Java. Це анахронізм, бо у 1985 році її ще не існувало.
- У процесі «хаку часу» в кінці індикатора завантаження на моніторі можна побачити вигадану формулу E = mc3, що відсилає до E = mc2.
- Хакермен володіє технологічного вигляду рукавицею — це реальний пристрій Power Glove, що був аксесуаром до гральної консолі Nintendo Entertainment System і вироблявся в 1989—1990 роках.
- Наприкінці фільму, коли Кунг Ф'юрі збирається знову вступити у двобій з ігровим автоматом, виявляється, що його автомобіль має вбудований комп'ютер зі штучним інтелектом. Це посилання на культовий серіал «Лицар доріг», а назва комп'ютера HOFF9000 та його «обличчя» на моніторі у салоні автомобіля — на актора Девіда Гассельгоффа, який зіграв одну з головних ролей у цьому серіалі.
- HOFF9000 є посиланням на HAL9000 з культової «Одисеї 2001» Артура Кларка.